# Чемпіонат світу з футболу 1994 (кваліфікаційний раунд, КОНКАКАФ)
У рамках відбіркового турніру до чемпіонату світу з футболу 1994 футбольні збірні країн регіону Північної, Центральної Америки і Карибів (зона КОНКАКАФ) змагалися за вихід до фінальної частини світової футбольної першості 1994 року. Конфедерація отримувала дві прямі путівки на чемпіонат світу (включаючи автоматичну путівку для команди-господаря, якою була збірна США), а також одне місце у Міжконтинентальних плей-оф, яке відповідало чверті путівки, адже там для виходу на ЧС представник КОНКАКАФ мав спочатку здолати переможця відбору океанської ОФК, а згодом перемогти представника південноамериканської КОНМЕБОЛ.
З 24 команд регіону, які мали бажання взяти участь у світовій першості, одна (збірна США) отримувала автоматичну путівку як господар турніру, а ще одна, збірна Куби, відмовилася від участі вже після жеребкування. Таким чином участь у бодай одній грі відбіркового змагання взяли 22 команди.
Відбірковий турнір проходив у три раунди. У Першому раунді 20 команд, за виключенням збірних Мексики і Канади, що починали змагання з Другого раунду, були поділені за географічною ознакою на дві зони, у кожній з яких визначалися по три учасники Другого раунду:
- Карибська зона: 14 команд змагалися у трьох раундах, що проходили за олімпійською системою, і визначали трьох переможців.
- Центральноамериканська зона: шість команд-учасниць були поділені на пари, у кожній з яких за результатами двох матчів переможці виходили до Другого раунуд.

У Другому раунді вісім збірних-учасниць були поділені на дві групи по чотири команди. У кожній групі змагання проходили за круговою системою, при якій кожна пара суперників грали між собою по дві гри. До Фінального раунду виходили команди, які посіли перші і другі місця у кожній із груп.
Фінальний раунд проходив також у формі групового турніру за круговою системою. Переможець раунду кваліфікувався до фінальної частини чемпіонату світу, а команда, що посіла друге місце, ставала учасником Міжконтинентальних плей-оф.

## Карибська зона

### Перший попередній раунд
| 21 березня 1992 |

| Домініканська Республіка | 1–2 | Пуерто-Рико          |
| ------------------------ | --- | -------------------- |
| Родрігес 67'             |     | Лугріс 23' Борха 57' |

| Олімпіко Фелікс Санчес, Санто-Домінго, Домініканська Республіка Глядачів: 300 Арбітр: Ланселот Лівінгстон (Ямайка) |

| 29 березня 1992 |

| Пуерто-Рико | 1–1 | Домініканська Республіка |
| ----------- | --- | ------------------------ |
| Паонесса 6' |     | Родрігес 3'              |

| Ато Рей, Сан-Хуан Глядачів: 300 Арбітр: Еррол Форбс (Тринідад і Тобаго) |

Пуерто-Рико вийшов до Другого попереднього раунду, вигравши 3:2 за сумою двох ігор.
| 22 березня 1992 |

| Сент-Люсія | 1–0 | Сент-Вінсент і Гренадини |
| ---------- | --- | ------------------------ |
| Жан 5'     |     |                          |

| Міндо Філіп Парк, Кастрі Глядачів: 6,000 Арбітр: Велдо Пелеріс (Гаїті) |

| 29 березня 1992 |

| Сент-Вінсент і Гренадини      | 3–1 | Сент-Люсія |
| ----------------------------- | --- | ---------- |
| Джозеф 33' Джек 56' Браун 66' |     | Жан 22'    |

| Арнос Вейл, Кінгстаун Глядачів: 5,000 Арбітр: Рамеш Рамдан (Тринідад і Тобаго) |

Сент-Вінсент і Гренадини вийшли до Другого попереднього раунду, вигравши 3:2 за сумою двох ігор.

### Другий попередній раунд
| 26 квітня 1992 |

| Бермудські Острови | 1–0 | Гаїті |
| ------------------ | --- | ----- |
| Гоутер 87'         |     |       |

| Гамільтон Глядачів: 25,500 Арбітр: Рауль Домінгес (США) |

| 25 травня 1992 |

| Гаїті            | 2–1 | Бермудські Острови |
| ---------------- | --- | ------------------ |
| Ельєсар 24', 34' |     | Гоутер 20'         |

| Стад Сильвіо Катор, Порт-о-Пренс Глядачів: 6,000 Арбітр: Ланселот Лівінгстон (Ямайка) |

Нічия 2:2 за сумою двох ігор. Бермудські острови вийшли до Першого раунду за правилом гола, забитого на чужому полі.
| 23 травня 1992 |

| Ямайка              | 2–1 | Пуерто-Рико |
| ------------------- | --- | ----------- |
| Гайд 57' Вілсон 67' |     | Еспіноса 3' |

| Індепенденс Парк, Кінгстон Глядачів: 3,057 Арбітр: Девід Гервуд (Тринідад і Тобаго) |

| 30 травня 1992 |

| Пуерто-Рико | 0–1 | Ямайка   |
| ----------- | --- | -------- |
|             |     | Райт 31' |

| Ато Рей, Сан-Хуан Арбітр: Діно Буччі (Канада) |

Ямайка вийшла до Першого раунду, перемігши 3:1 за сумою двох ігор.
| 19 квітня 1992 |

| Нідерландські Антильські острови | 1–1 | Антигуа і Барбуда |
| -------------------------------- | --- | ----------------- |
| Регалес 38'                      |     | Кларк 31'         |

| Віллемстад Глядачів: 10,000 Арбітр: Віллі Стюард (Тринідад і Тобаго) |

| 26 квітня 1992 |

| Антигуа і Барбуда    | 3–0 | Нідерландські Антильські острови |
| -------------------- | --- | -------------------------------- |
| Едвардс 6', 75', 85' |     |                                  |

| Антігуа Рекріейшн Граунд, Сент-Джонс Глядачів: 5,000 Арбітр: Деніс Найлс (Сент-Люсія) |

Антигуа і Барбуда вийшли до Першого раунду, перемігши 4:1 за сумою двох ігор.
| 24 квітня 1992 |

| Гаяна       | 1–2 | Суринам               |
| ----------- | --- | --------------------- |
| Стентон 43' |     | Сімсон 52' Лейман 68' |

| Бурда, Джорджтаун Глядачів: 3,500 Арбітр: Рамеш Рамдан (Тринідад і Тобаго) |

| 25 травня 1992 |

| Суринам   | 1–1 | Гаяна     |
| --------- | --- | --------- |
| Годліб 2' |     | Арчер 48' |

| Парамарибо Глядачів: 5,000 Арбітр: Чарлз Барретт (Ямайка) |

Суринам вийшов до Першого раунду, перемігши 3:2 за сумою двох ігор.
| 19 квітня 1992 |

| Барбадос | 1–2 | Тринідад і Тобаго     |
| -------- | --- | --------------------- |
| Вайт 55' |     | Летапі 20' Чарльз 66' |

| Гедлі Корт, Бриджтаун Глядачів: 5,600 Арбітр: Тімоті Джозеф (Сент-Люсія) |

| 31 травня 1992 |

| Тринідад і Тобаго                    | 3–0 | Барбадос |
| ------------------------------------ | --- | -------- |
| Фаустін 63' Джеймерсон 72' Льюїс 74' |     |          |

| Квінс Парк Овал, Порт-оф-Спейн Глядачів: 13,000 Арбітр: Ноел Сміт (Ямайка) |

Тринідад і Тобаго вийшов до Першого раунду, перемігши 5:1 за сумою двох ігор.
|  |

| Сент-Вінсент і Гренадини | т/п | Куба    |
| ------------------------ | --- | ------- |
|                          |     | знялася |

|  |

Куба знялася, тож Сент-Вінсент і Гренадини вийшли до Першого раунду автоматично.

### Перший раунд
| 14 червня 1992 |

| Антигуа і Барбуда | 0–3 | Бермудські Острови                 |
| ----------------- | --- | ---------------------------------- |
|                   |     | Томпсон 21' Канн 70' Дженнінгс 79' |

| Антігуа Рекріейшн Граунд, Сент-Джонс Глядачів: 5,000 Арбітр: Ноел Сміт (Ямайка) |

| 4 липня 1992 |

| Бермудські Острови | 2–1 | Антигуа і Барбуда |
| ------------------ | --- | ----------------- |
| Гоутер 42' 47'     |     | Айвор 17'         |

| Національний стадіон, Гамільтон Арбітр: Хосе Антоніо Гарсай Очоа (Мексика) |

Бермудські острови вийшли до Другого раунду, перемігши 5:1 за сумою двох ігор.
| 5 липня 1992 |

| Тринідад і Тобаго | 1–2 | Ямайка                |
| ----------------- | --- | --------------------- |
| Чарльз 80'        |     | Айзакс 52' Англін 65' |

| Квінс Парк Овал, Порт-оф-Спейн Глядачів: 20,000 Арбітр: Джек Д'Акіла (США) |

| 16 серпня 1992 |

| Ямайка    | 1–1 | Тринідад і Тобаго |
| --------- | --- | ----------------- |
| Девіс 28' |     | Гейнс 41'         |

| Індепенденс Парк, Кінгстон, Ямайка Глядачів: 16,000 Арбітр: Хосе Рефухіо Рамірес (Мексика) |

Ямайка вийшла до Другого раунду, перемігши 3:2 за сумою двох ігор.
| 2 серпня 1992 |

| Суринам | 0–0 | Сент-Вінсент і Гренадини |
| ------- | --- | ------------------------ |
|         |     |                          |

| Парамарибо Глядачів: 6,000 Арбітр: Рамеш Рамдан (Тринідад і Тобаго) |

| 30 серпня 1992 |

| Сент-Вінсент і Гренадини | 2–1 | Суринам     |
| ------------------------ | --- | ----------- |
| Джозеф 31' Дюпон 81'     |     | Френсіс 17' |

| Арнос Вейл, Кінгстаун Глядачів: 5,000 Арбітр: Алвін Блек (Сент-Люсія) |

Сент-Вінсент і Гренадини вийшли до Другого раунду, перемігши 2:1 за сумою двох ігор.

## Центральноамериканська зона

### Перший раунд
| 19 липня 1992 |

| Гватемала | 0–0 | Гондурас |
| --------- | --- | -------- |
|           |     |          |

| Естадіо Матео Флорес, Гватемала Глядачів: 39,792 Арбітр: Маджид Джей (США) |

| 26 липня 1992 |

| Гондурас             | 2–0 | Гватемала |
| -------------------- | --- | --------- |
| Обандо 86' Суасо 88' |     |           |

| Естадіо Тібурсіо Каріас Андіно, Тегусігальпа Глядачів: 37,500 Арбітр: Хосе Рамірес (Мексика) |

Гондурас вийшов до Другого раунду, перемігши 2:0 за сумою двох ігор.
| 19 липня 1992 |

| Нікарагуа | 0–5 | Сальвадор                                        |
| --------- | --- | ------------------------------------------------ |
|           |     | Естрада 3' Гонсалес 17' 78' Кастро 21' Уллоа 73' |

| Манагуа, Нікарагуа Глядачів: 4,642 Арбітр: Рамон Мендес (Коста-Рика) |

| 23 липня 1992 |

| Сальвадор                                            | 5–1 | Нікарагуа         |
| ---------------------------------------------------- | --- | ----------------- |
| Кастро 14' 47' С'єнфуегос 34' Гонсалес 48' Уллоа 67' |     | Сесар Ростран 65' |

| Естадіо Кускатлан, Сан-Сальвадор Глядачів: 8,272 Арбітр: Хосе Луїс Фуентес (Гондурас) |

Сальвадор вийшов до Другого раунду, перемігши 10:1 за сумою двох ігор.
| 16 серпня 1992 |

| Панама              | 1–0 | Коста-Рика |
| ------------------- | --- | ---------- |
| Мендьєта 29' (пен.) |     |            |

| Естадіо Роммель Фернандес, Панама Арбітр: Армандо Перес (Колумбія) |

| 23 серпня 1992 |

| Коста-Рика                                             | 5–1 | Панама              |
| ------------------------------------------------------ | --- | ------------------- |
| Беррі 17' (пен.) Рамірес 20' Аргедас 28' 33' Астуа 84' |     | Мендьєта 89' (пен.) |

| Естадіо Насьйональ, Сан-Хосе Арбітр: Джек Д'Акіла (США) |

Коста-Рика вийшла до Другого раунду, перемігши 5:2 за сумою двох ігор.

## Другий раунд

### Група A
| Місце | Команда                  | О | І | В | Н | П | Г+ | Г- | РГ  |
| ----- | ------------------------ | - | - | - | - | - | -- | -- | --- |
| 1     | Мексика                  | 9 | 6 | 4 | 1 | 1 | 22 | 3  | +19 |
| 2     | Гондурас                 | 9 | 6 | 4 | 1 | 1 | 14 | 6  | +8  |
| 3     | Коста-Рика               | 6 | 6 | 3 | 0 | 3 | 11 | 9  | +2  |
| 4     | Сент-Вінсент і Гренадини | 0 | 6 | 0 | 0 | 6 | 0  | 29 | −29 |

Мексика і Гондурас пройшли до фінального раунду.
| 8 листопада 1992 |

| Коста-Рика          | 2–3 | Гондурас                       |
| ------------------- | --- | ------------------------------ |
| Беррі 2' Арнаес 35' |     | Флорес 47' Сміт 70' Обандо 80' |

| Естадіо Насьйональ, Сан-Хосе Арбітр: Рафаель Родрігес Медіна (Сальвадор) |

| 8 листопада 1992 |

| Сент-Вінсент і Гренадини | 0–4 | Мексика                            |
| ------------------------ | --- | ---------------------------------- |
|                          |     | Заге 21' Суарес 55' Урібе 73', 78' |

| Арнос Вейл, Кінгстаун Арбітр: Ноел Сміт (Ямайка) |

| 15 листопада 1992 |

| Мексика                   | 2–0 | Гондурас |
| ------------------------- | --- | -------- |
| Де ла Торре 12' Урібе 62' |     |          |

| Естадіо Асуль, Мехіко Глядачів: 34,413 Арбітр: Рауль Домінгес (США) |

| 15 листопада 1992 |

| Сент-Вінсент і Гренадини | 0–1 | Коста-Рика   |
| ------------------------ | --- | ------------ |
|                          |     | Гонсалес 57' |

| Арнос Вейл, Кінгстаун Арбітр: Рамеш Рамдан (Тринідад і Тобаго) |

| 22 листопада 1992 |

| Мексика                                    | 4–0 | Коста-Рика |
| ------------------------------------------ | --- | ---------- |
| Гарсія 61', 69' Суарес 64' Де ла Торре 82' |     |            |

| Естадіо Асуль, Мехіко Глядачів: 40,000 Арбітр: Хуан Пабло Ескобар Лопес (Гватемала) |

| 22 листопада 1992 |

| Сент-Вінсент і Гренадини | 0–4 | Гондурас                              |
| ------------------------ | --- | ------------------------------------- |
|                          |     | Флорес 16', 22' Суасо 54' Беннетт 83' |

| Арнос Вейл, Кінгстаун Глядачів: 5,000 Арбітр: Алвін Блек (Сент-Люсія) |

| 28 листопада 1992 |

| Гондурас                                | 4–0 | Сент-Вінсент і Гренадини |
| --------------------------------------- | --- | ------------------------ |
| Сміт 8' Обандо 24' Флорес 34' Селая 86' |     |                          |

| Естадіо Тібурсіо Каріас Андіно, Тегусігальпа Глядачів: 5,000 Арбітр: Маріо Ефраїн Ескобар Лопес (Гватемала) |

| 29 листопада 1992 |

| Коста-Рика    | 2–0 | Мексика |
| ------------- | --- | ------- |
| Сміт 47', 88' |     |         |

| Естадіо Насьйональ, Сан-Хосе Глядачів: 20,000 Арбітр: Роберт Соутелл (Канада) |

| 5 грудня 1992 |

| Гондурас              | 2–1 | Коста-Рика  |
| --------------------- | --- | ----------- |
| Флорес 15' Обандо 51' |     | Рамірес 73' |

| Естадіо Тібурсіо Каріас Андіно, Тегусігальпа Глядачів: 5 Арбітр: Майк Сейферт (Канада) |

| 6 грудня 1992 |

| Мексика                                                                                | 11–0 | Сент-Вінсент і Гренадини |
| -------------------------------------------------------------------------------------- | ---- | ------------------------ |
| Урібе 5', 38', 88' Ермосільйо 14', 23', 76', 80' Берналь 30', 56', 71' Заге 44' (пен.) |      |                          |

| Естадіо Асуль, Мехіко Глядачів: 20,000 Арбітр: Хосе Антоніо Гомес Сантос (Сальвадор) |

| 13 грудня 1992 |

| Коста-Рика                                | 5–0 | Сент-Вінсент і Гренадини |
| ----------------------------------------- | --- | ------------------------ |
| Астуа 6', 50', 70' Медфорд 43' Арнаес 73' |     |                          |

| Естадіо Насьйональ, Сан-Хосе Арбітр: Браян Голл (США) |

| 13 грудня 1992 |

| Гондурас  | 1–1 | Мексика   |
| --------- | --- | --------- |
| Суасо 49' |     | Урібе 57' |

| Естадіо Тібурсіо Каріас Андіно, Тегусігальпа Арбітр: Джек Д'Акіла (США) |

### Група B
| Місце | Команда            | О | І | В | Н | П | Г+ | Г- | РГ |
| ----- | ------------------ | - | - | - | - | - | -- | -- | -- |
| 1     | Сальвадор          | 9 | 6 | 4 | 1 | 1 | 12 | 6  | +6 |
| 2     | Канада             | 7 | 6 | 2 | 3 | 1 | 9  | 7  | +2 |
| 3     | Ямайка             | 4 | 6 | 1 | 2 | 3 | 6  | 9  | −3 |
| 4     | Бермудські Острови | 4 | 6 | 1 | 2 | 3 | 7  | 12 | −5 |

Сальвадор і Канада вийшли до Фінального раунду.
| 18 жовтня 1992 |

| Ямайка   | 1–1 | Канада      |
| -------- | --- | ----------- |
| Райт 78' |     | Мітчелл 85' |

| Індепенденс Парк, Кінгстон Глядачів: 17,000 Арбітр: Рамеш Рамдан (Тринідад і Тобаго) |

| 18 жовтня 1992 |

| Бермудські Острови | 1–0 | Сальвадор |
| ------------------ | --- | --------- |
| Лайтборн 77'       |     |           |

| Національний стадіон, Гамільтон Глядачів: 4,000 Арбітр: Мігель Салас Кастільйо (Мексика) |

| 25 жовтня 1992 |

| Сальвадор    | 1–1 | Канада     |
| ------------ | --- | ---------- |
| Гонсалес 32' |     | Міллер 86' |

| Естадіо Кускатлан, Сан-Сальвадор Глядачів: 16,342 Арбітр: Віктор Уго Родрігес Угальдо (Коста-Рика) |

| 25 жовтня 1992 |

| Бермудські Острови | 1–1 | Ямайка    |
| ------------------ | --- | --------- |
| Дженнінгс 51'      |     | Девіс 73' |

| Національний стадіон, Гамільтон Глядачів: 4,500 Арбітр: Алвін Блек (Сент-Люсія) |

| 1 листопада 1992 |

| Канада      | 1–0 | Ямайка |
| ----------- | --- | ------ |
| Мітчелл 53' |     |        |

| Варсіті, Торонто Глядачів: 8,131 Арбітр: Франклін Моралес Трухільйо (Гватемала) |

| 1 листопада 1992 |

| Сальвадор                                           | 4–1 | Бермудські Острови |
| --------------------------------------------------- | --- | ------------------ |
| Паласіос 22' Гонсалес 44' С'єнфуегос 52' Рівера 56' |     | Гоутер 80'         |

| Естадіо Кускатлан, Сан-Сальвадор Глядачів: 21,300 Арбітр: Хосе Луїс Фуентес (Гондурас) |

| 8 листопада 1992 |

| Канада                 | 2–3 | Сальвадор                 |
| ---------------------- | --- | ------------------------- |
| Міллер 13' Мітчелл 71' |     | Рівера 44' Уллоа 52', 89' |

| Свонгард, Бернабі Глядачів: 6,278 Арбітр: Карлос Кастельянос Орендаїн (Мексика) |

| 8 листопада 1992 |

| Ямайка                    | 3–2 | Бермудські Острови     |
| ------------------------- | --- | ---------------------- |
| Райт 5' 75' (пен.) Рід 8' |     | Пейнтер 66' Гоутер 68' |

| Індепенденс Парк, Кінгстон Глядачів: 10,000 Арбітр: Рональд Гутьєррес Кастро (Коста-Рика) |

| 15 листопада 1992 |

| Канада                          | 4–2 | Бермудські Острови  |
| ------------------------------- | --- | ------------------- |
| Банбері 9', 14', 35' Онджер 86' |     | Гоутер 72' Свон 76' |

| Свонгард, Бернабі Глядачів: 4,093 Арбітр: Леон Падро Борха (Мексика) |

| 22 листопада 1992 |

| Ямайка | 0–2 | Сальвадор        |
| ------ | --- | ---------------- |
|        |     | Мелендес 8', 85' |

| Індепенденс Парк, Кінгстон Глядачів: 15,000 Арбітр: Берні Ульоа Морера (Коста-Рика) |

| 6 грудня 1992 |

| Бермудські Острови | 0–0 | Канада |
| ------------------ | --- | ------ |
|                    |     |        |

| Національний стадіон, Гамільтон Глядачів: 1,200 Арбітр: Ед Каммінгс (США) |

| 6 грудня 1992 |

| Сальвадор                  | 2–1 | Ямайка    |
| -------------------------- | --- | --------- |
| Мелендес 21' Діас Арсе 64' |     | Девіс 35' |

| Естадіо Кускатлан, Сан-Сальвадор Глядачів: 36,625 Арбітр: Фреді Роландо Бургос Ескобар (Гватемала) |

## Фінальний раунд
| Місце | Команда   | О  | І | В | Н | П | Г+ | Г- | РГ  |
| ----- | --------- | -- | - | - | - | - | -- | -- | --- |
| 1     | Мексика   | 10 | 6 | 5 | 0 | 1 | 17 | 5  | +12 |
| 2     | Канада    | 7  | 6 | 3 | 1 | 2 | 10 | 10 | 0   |
| 3     | Сальвадор | 4  | 6 | 2 | 0 | 4 | 6  | 11 | −5  |
| 4     | Гондурас  | 3  | 6 | 1 | 1 | 4 | 7  | 14 | −7  |

Мексика кваліфікувалася на чемпіонат світу напряму, а Канада пройшла до Міжконтинентальних плей-оф.
| 4 квітня 1993 |

| Сальвадор                   | 2–1 | Мексика         |
| --------------------------- | --- | --------------- |
| Борха 41' (пен.) Іраета 77' |     | Гарсія Аспе 75' |

| Естадіо Кускатлан, Сан-Сальвадор Глядачів: 40,000 Арбітр: Армандо Перес Ойос (Колумбія) |

| 4 квітня 1993 |

| Гондурас                          | 2–2 | Канада                         |
| --------------------------------- | --- | ------------------------------ |
| Сміт 41' (пен.) Обандо 89' (пен.) |     | Кетліфф 34' (пен.) Банбері 68' |

| Естадіо Тібурсіо Каріас Андіно, Тегусігальпа Глядачів: 30,000 Арбітр: Ноел Сміт (Ямайка) |

| 11 квітня 1993 |

| Мексика                                | 3–0 | Гондурас |
| -------------------------------------- | --- | -------- |
| Флорес 7' Санчес 76' (пен.) Амбріс 89' |     |          |

| Ацтека, Мехіко Глядачів: 120,000 Арбітр: Рональд Гутьєррес Кастро (Коста-Рика) |

| 11 квітня 1993 |

| Канада                  | 2–0 | Сальвадор |
| ----------------------- | --- | --------- |
| Банбері 25' Кетліфф 33' |     |           |

| Ванкувер Глядачів: 6,968 Арбітр: Рамеш Рамдан (Тринідад і Тобаго) |

| 18 квітня 1993 |

| Канада                                           | 3–1 | Гондурас   |
| ------------------------------------------------ | --- | ---------- |
| Мобіліо 52' Баутіста 62' (аг) Кетліфф 66' (пен.) |     | Пінеда 17' |

| Свонгард, Бернабі Глядачів: 6,868 Арбітр: Нельсон Родрігес Фернандес (Венесуела) |

| 18 квітня 1993 |

| Мексика                          | 3–1 | Сальвадор |
| -------------------------------- | --- | --------- |
| Амбріс 2' Гарсія 55' Рамірес 63' |     | Уллоа 86' |

| Ацтека, Мехіко Глядачів: 120,000 Арбітр: Маріо Ефраїн Ескобар Лопес (Гватемала) |

| 25 квітня 1993 |

| Мексика                                     | 4–0 | Канада |
| ------------------------------------------- | --- | ------ |
| Рамірес 20', 34' Флорес 53' Гарсія Аспе 68' |     |        |

| Ацтека, Мехіко Глядачів: 103,000 Арбітр: Берні Ульоа Морера (Коста-Рика) |

| 25 квітня 1993 |

| Гондурас         | 2–0 | Сальвадор |
| ---------------- | --- | --------- |
| Беннетт 28', 63' |     |           |

| Естадіо Тібурсіо Каріас Андіно, Тегусігальпа Глядачів: 25,000 Арбітр: Хоакін Уріо Веласкес (Іспанія) |

| 2 травня 1993 |

| Гондурас   | 1–4 | Мексика                                            |
| ---------- | --- | -------------------------------------------------- |
| Флорес 56' |     | Гарсія Аспе 2' Флорес 44' Гарсія 49' Сміт 89' (аг) |

| Естадіо Тібурсіо Каріас Андіно, Тегусігальпа Глядачів: 37,500 Арбітр: Марсіо Резенде де Фрейтас (Бразилія) |

| 2 травня 1993 |

| Сальвадор    | 1–2 | Канада                  |
| ------------ | --- | ----------------------- |
| Гонсалес 58' |     | Кетліфф 27' Мобіліо 60' |

| Естадіо Кускатлан, Сан-Сальвадор Глядачів: 25,000 Арбітр: Арлінгтон Саксесс (Нідерландські Антильські острови) |

| 9 травня 1993 |

| Канада      | 1–2 | Мексика             |
| ----------- | --- | ------------------- |
| Банбері 17' |     | Санчес 36' Крус 84' |

| Варсіті (стадіон), Торонто Глядачів: 12,000 Арбітр: Гельмут Круг (Німеччина) |

| 9 травня 1993 |

| Сальвадор              | 2–1 | Гондурас           |
| ---------------------- | --- | ------------------ |
| Діас Арсе 1' Уллоа 32' |     | Анаріба 77' (пен.) |

| Естадіо Кускатлан, Сан-Сальвадор Глядачів: 3,500 Арбітр: Артуро Анджелес (США) |

## Міжконтинентальні плей-оф
Команда, що посіла друге місце у відбірковому турнірі КОНКАКАФ, ставала учасником першого раунду плей-оф, де їй протистояв переможець відбору ОФК. Переможець цього раунду, що складався з двох матчів, виходив до Другого раунду плей-оф.
| 31 липня 1993 20:30 UTC–6 Перша гра |

| Канада                 | 2–1      | Австралія        |
| ---------------------- | -------- | ---------------- |
| Вотсон 50' Мобіліо 57' | Протокол | Дасович 44' (аг) |

| Стадіон Співдружності, Едмонтон Глядачів: 27,775 Арбітр: Артуро Брісіо Картер (Мексика) |

| 15 серпня 1993 19:30 UTC+10 Друга гра |

| Австралія                         | 2–1      | Канада                    |
| --------------------------------- | -------- | ------------------------- |
| Фаріна 45' Дуракович 77'          | Протокол | Гупер 54'                 |
|                                   | Пенальті |                           |
| Вейд · А. Відмар · Тобін · Фаріна | 4–1      | Мітчелл · Банбері · Свіні |

| Сіднейський футбольний стадіон, Сідней Глядачів: 25,982 Арбітр: Сініхіро Обата (Японія) |

Канада поступилася і не пройшла до Другого раунду плей-оф.

## Учасники
До фінальної частини чемпіонату світу пройшли наступні представники КОНКАКАФ:
| Команда | Спосіб кваліфікації | Дата кваліфікації | Попередні участі у чемпіонатах світу                     |
| ------- | ------------------- | ----------------- | -------------------------------------------------------- |
| США     | Господарі           | 4 липня 1988      | 4 (1930, 1934, 1950, 1990)                               |
| Мексика | Переможці відбору   | 9 травня 1993     | 9 (1930, 1950, 1954, 1958, 1962, 1966, 1970, 1978, 1986) |

## Бомбардири
7 голів
- Шон Гоутер
- Франсіско Урібе

6 голів
- Алекс Банбері
- Махіко Гонсалес
- Оскар Уллоа

5 голів
- Хуан Флорес Мадаріага
- Сесар Обандо

4 голи
- Джон Кетліфф
- Хав'єр Астуа
- Карлос Кастро Борха
- Гектор Райт
- Луїс Гарсія Постіго
- Карлос Ермосільйо

3 голи
- Деррік Едвардс
- Дейл Мітчелл
- Доменік Мобіліо
- Мільтон Мелендес
- Едуардо Беннетт
- Річардсон Сміт
- Ніколас Суасо
- Пол Девіс
- Марселіно Берналь
- Луїс Флорес
- Альберто Гарсія Аспе
- Рамон Рамірес

2 голи
- Кентуан Дженнінгс
- Колін Міллер
- Хуан Карлос Аргедас
- Луїс Арнаес
- Остін Беррі
- Оскар Рамірес
- Річард Сміт
- Дінардо Родрігес
- Маурісіо С'єнфуегос
- Рауль Діас Арсе
- Гільєрмо Рівера
- Чарлі Ельєсар
- Ігнасіо Амбріс
- Уго Санчес
- Клаудіо Суарес
- Хосе Мануель де ла Торре
- Заге
- Віктор Рене Мендьєта Окампо
- Ерл Жан
- Кертіс Джозеф
- Гатсон Чарльз

1 гол
- Квентін Кларк
- Люк Айвор
- Тайрон Вайт
- Пол Канн
- Кайл Лайтборн
- Ніл Пейнтер
- Семмі Свон
- Кеннет Томпсон
- Джефф Онджер
- Ліндон Гупер
- Марк Вотсон
- Рональд Гонсалес
- Ернан Медфорд
- Мігель Естрада
- Вільям Рендерос Іраета
- Хуліо Паласіос Лосано
- Кевін Арчер
- Ентоні Стентон
- Марко Антоніо Анаріба
- Еухеніо Дольмо Флорес
- Алекс Пінеда Чакон
- Антоніо Селая
- Вінстон Англін
- Рікардо Гайд
- Пітер Айзакс
- Родерік Рід
- Ліннал Вілсон
- Франсіско Хав'єр Крус
- Джованні Регалес
- Сесар Ростран
- Раміро Борха
- Андре Еспіноса
- Маркос Лугріс
- Франко Паонесса
- Альфонсус Браун
- Франсіс Дюпон
- Родні Джек
- Джозеф Френсіс
- Ерік Годліб
- Марсіано Лейман
- Стенлі Сімсон
- Браян Гейнс
- Марвін Фаустін
- Керрі Джеймерсон
- Рассел Летапі
- Леонсон Льюїс

1 автогол
- Нік Дасович (у грі проти Австралії)
- Данджело Баутіста (у грі проти Канади)
- Річардсон Сміт (у грі проти Мексики)